# بريان ألفاريز
بريان ألفاريز (بالإنجليزية: Bryan Alvarez)‏ هو صحفي أمريكي، ولد في 12 يونيو 1975 في بوثيل في الولايات المتحدة.

## وصلات خارجية
- بريان ألفاريز على موقع CageMatch worker (الإنجليزية)
- بريان ألفاريز على موقع قاعدة بيانات المصارعة على الإنترنت (الإنجليزية)

- الموقع الرسمي